# Up & Up
«Up & Up», estilizado como Up&Up, que literalmente significa en español «Arriba y arriba», es una canción de la banda de rock británica Coldplay de su séptimo álbum de estudio, A Head Full of Dreams. Fue lanzado como el tercer sencillo del disco el 22 de abril de 2016 por Parlophone. Las voces de fondo en la canción son proporcionadas por Beyoncé, Annabelle Wallis y Merry Clayton. Un video musical para la canción fue lanzado el 16 de mayo de 2016.

## Antecedentes
La canción se caracteriza por el ritmo del coro, el cual fue acompañado por casi todos los artistas que han colaborado en el álbum del grupo, entre ellos Beyoncé y Brian Eno. El álbum también cuenta con la participación del guitarrista y cantante Noel Gallagher, que dirige el segundo solo de guitarra (omitido en la versión radio).

## Video musical
El video musical hace un uso extensivo de imágenes imposibles, incluida una escena en la que los delfines nadan en un mar situado debajo de una masa de tierra invertida (en la foto).
La banda había lanzado campañas de intriga en sus cuentas de redes sociales antes del lanzamiento del video.  El video musical dirigido por Vania Heymann y Gal Muggia fue lanzado el 16 de mayo de 2016. Se ha descrito en el sitio web de la banda como un "montaje surrealista conmovedor que alude a temas contemporáneos".  El video en sí consiste en imágenes superpuestas y tiene a la banda tocando la canción en varios paisajes y lugares. Uno de los lugares utilizados es la cordillera croata de Biokovo, en la que parece estar sentado Chris Martin.
Las escenas y los efectos visuales del video fueron creados por GloriaFX, una compañía de efectos visuales con sede en Ucrania, dirigida por Anatolii Kuzmytskyi en Ucrania y por Max Colt en los Estados Unidos. Martin lo llamó "uno de los mejores videos jamás hechos".  Algunas escenas fueron eliminadas del video para hacerlo más corto, incluido un hombre con un volcán en lugar de su cabeza. 
El cantante principal de la banda, Chris Martin, siente que este fue uno de los mejores videos que se hicieron. Él declara: “El video es, voy a dejar caer el micrófono aquí y decir, creo que es uno de los mejores videos que la gente ha hecho. Incluso si te quitas la música. Ese es mi punto... Está hecho por estos tipos israelíes. Estos chicos jóvenes. No puedo creer que ese sea nuestro video. Si ese fuera el video de otra persona, estaría tan celoso".
Recepción
Chris Payne, de la revista Billboard, describió el video musical como "apropiadamente épico" con "un tipo de declaración embriagadora, de disparar a las estrellas". Carl Williott, de Idolator, que estaba reservado hacia la canción en sí, sintió que su video "la eleva gracias a algunas imágenes ingeniosamente alucinantes". MTV UK calificó el video como "extraño y maravilloso en todos los aspectos" y "mágico pero conmovedor".
El video recibió nominaciones a Mejor Dirección y Mejores Efectos Visuales en los MTV Video Music Awards 2016, ganando este último. También fue nominado para el Mejor Video Musical en la 59.ª entrega anual de los Premios Grammy.

## Actuaciones en vivo
Después de ofrecer a los fanes una presentación en vivo del álbum el 21 de noviembre de 2015 en Los Ángeles, el líder de Coldplay Chris Martin dijo: "Este es el tipo de canción que habíamos estado esperando para escribir durante 15 años". 
La banda interpretó la canción en el espectáculo de medio tiempo del Super Bowl 50 celebrado el 7 de febrero de 2016 en Santa Clara, California. Se unieron a Bruno Mars y Beyoncé mientras cantaban los últimos versos de la canción.
Durante su actuación en el Festival de Glastonbury el 26 de junio de 2016, la banda se unió en el escenario con los hijos de Chris Martin, Apple y Moses, quiénes ayudaron en el coro.

## Lista de canciones
| Descarga digital |         |          |  |
| N.º              | Título  | Duración |  |
| 1.               | «Up&Up» | 6:45     |  |

| Descarga digital (Radio Edit) |                      |          |  |
| N.º                           | Título               | Duración |  |
| 1.                            | «Up&Up» (Radio Edit) | 3:58     |  |

| Digital download (Freedo Remix) |                        |          |  |
| N.º                             | Título                 | Duración |  |
| 1.                              | «Up&Up» (Freedo Remix) | 3:30     |  |

## Créditos y personal
Créditos adaptados del booklet de A Head Full of Dreams.
Coldplay
- Guy Berryman – Bajo eléctrico, teclados
- Jonny Buckland – Guitarra, teclados, coros
- Will Champion – batería, programación, coros
- Chris Martin – Voz, piano, guitarra acústica

Músicos adicionales
- Merry Clayton – voz
- Beyoncé – voz
- Annabelle Wallis – voz
- Noel Gallagher – solo de guitarra
- Moses Martin – pandereta

## Posicionamiento en listas
| Lista (2016)                                        | Mejor posición |
| --------------------------------------------------- | -------------- |
| Alemania (Official German Charts)                   | 79             |
| Argentina (Monitor Latino)                          | 3              |
| Australia (ARIA)                                    | 74             |
| Austria (Ö3 Austria Top 40)                         | 65             |
| Bélgica (Ultratop 50 Flanders)                      | 33             |
| Bélgica (Ultratip Wallonia)                         | 9              |
| República Checa (Rádio Top 100)                     | 7              |
| Francia (SNEP)                                      | 161            |
| Islandia (RÚV)                                      | 2              |
| Irlanda (IRMA)                                      | 95             |
| Israel (Media Forest TV Airplay)                    | 1              |
| Italia (FIMI)                                       | 32             |
| Países Bajos (Single Top 100)                       | 65             |
| Polonia (Polish Airplay Top 100)                    | 44             |
| Portugal (AFP)                                      | 96             |
| Suiza (Schweizer Hitparade)                         | 32             |
| Reino Unido (UK Singles Chart)                      | 71             |
| Estados Unidos US Hot Rock Songs Billboard          | 30             |
| Estados Unidos US Adult Alternative Songs Billboard | 8              |
| Estados Unidos US Alternative Songs Billboard       | 22             |

| Chart de fin de año | Mejor posición |
| ------------------- | -------------- |
| Italia (FIMI)       | 70             |